# Costante di Chinčin
In teoria dei numeri, la costante di Khinchin è una costante matematica che ha la proprietà di essere il limite, per quasi tutti i numeri reali, della media geometrica dei primi n quozienti parziali della loro frazione continua. L'esistenza di questa costante, indipendente dal numero di partenza, è stata dimostrata da Aleksandr Yakovlevich Khinchin. È denotata con K0.
Il suo valore è
{\displaystyle K_{0}\approx 2.6854520010\dots }
Non è noto se la costante di Khinchin sia irrazionale.
Tra i numeri che non hanno questa proprietà vi sono i numeri razionali, gli irrazionali quadratici ed e; si suppone invece che π, la costante di Eulero-Mascheroni γ e la stessa costante di Khinchin la verifichino, ma questo non è stato dimostrato né per loro né per alcun altro numero, sebbene siano state costruite successioni la cui media geometrica tende a K0.

## Formule
Vi sono varie formule che esprimono la costante di Khinchin. Come produttoria, si ha
{\displaystyle K_{0}=\prod _{r=1}^{\infty }{\left\{1+{\frac {1}{r(r+2)}}\right\}}^{\log _{2}r}}
mentre usando la funzione zeta di Riemann si ha
{\displaystyle \ln K_{0}={\frac {1}{\log 2}}\sum _{n=1}^{\infty }{\frac {\zeta (2n)-1}{n}}\sum _{k=1}^{2n-1}{\frac {(-1)^{k+1}}{k}}}
Due rappresentazioni integrali sono
{\displaystyle \ln K_{0}=\ln 2+{\frac {1}{\ln 2}}\int _{0}^{1}{\frac {1}{x(1+x)}}\ln[\Gamma (2-x)\Gamma (2+x)]\mathrm {d} x}
dove Γ indica la funzione Gamma, e 
{\displaystyle \ln(K_{0})\ln 2=\int _{1}^{\infty }{\frac {\ln(\lfloor t\rfloor )}{t(1+t)}}\mathrm {d} t=\int _{0}^{1}{\frac {\ln(\lfloor 1/t\rfloor )}{1+t}}\mathrm {d} t}

## Ulteriori costanti
Generalizzando la media geometrica, è stato dimostrato che per quasi tutti gli x la media
{\displaystyle K_{p}=\lim _{n\to \infty }\left[{\frac {1}{n}}\sum _{k=1}^{n}a_{k}^{p}\right]^{1/p}}
è indipendente da x, e pari a
{\displaystyle K_{p}=\left[\sum _{k=1}^{\infty }-k^{p}\log _{2}\left(1-{\frac {1}{(k+1)^{2}}}\right)\right]^{1/p}}
Per {\displaystyle p\to 0}, il limite di Kp è la costante di Khinchin.